# Bernardo Sartori
Padre Bernardo Sartori (Falzè di Trevignano, 20 maggio 1897 – Ombaci, 3 aprile 1983) è stato un presbitero e missionario italiano.
Appartenente ai Missionari comboniani del Cuore di Gesù, esercitò l'attività missionaria in Africa.

## Biografia
Nato in una famiglia povera, studiò con difficoltà in seminario a partire dal 1908, nonostante i problemi economici e l'opposizione paterna.
Allo scoppio della Grande Guerra, partì soldato a 20 anni per il fronte del Piave l'11 marzo 1917.
Inquadrato nel 113º reggimento di fanteria, settima compagnia, fu poi assegnato alla quinta Compagnia di sanità dell'ospedale militare di Padova.
Congedato nel 1919, il 20 dicembre 1921 entrò in noviziato per divenire missionario comboniano a Venegono Superiore (VA).
Il 31 marzo 1923 fu ordinato sacerdote e nello stesso anno divenne “animatore propagandista” (odierno “animatore missionario di base”), sempre a Venegono.
Nel 1927 fu destinato a Valleverde, presso Bovino (Italia) con il compito di dar vita alla prima fondazione comboniana in Italia meridionale.
A seguito di un incontro con l'allora vescovo di Troia (FG) Fortunato Maria Farina, padre Sartori fu ivi trasferito per fondare un seminario missionario comboniano del quale divenne il superiore.

### Attività missionaria
Il 5 novembre 1934 partì per l'Uganda e fino al 1937 fu ad Arua come coadiutore.
Fu poi inviato a Lodonga, tra la popolazione dei Logbara, dove fondò una chiesa dedicata a Santa Maria Mediatrice (oggi basilica minore).
Dal 1953 fu a Koboko per fondare una nuova missione; lì eresse una chiesa dedicata alla Madonna di Fátima.
Nel 1961 si spostò a Otumbari, dove fece erigere una chiesa dedicata a Maria Regina mundi, e nel 1961 fondò una seconda missione ad Arivu, con un edificio ecclesiastico intitolato a Maria Madre della Chiesa.
Trascorse in Uganda quasi cinquant'anni, con brevi ritorni in Italia.
Tornò in Uganda malgrado avesse contratto la tubercolosi e quel Paese fosse attraversato da numerose crisi: dalla lotta per l'indipendenza e dalla fine del colonialismo alla dittatura militare di Idi Amin Dada, alla guerra civile seguita alla morte del dittatore.
Nel 1979 e nel 1982, già anziano, fu per due volte profugo in Zaire in seguito alle vicende del Paese.
Morì a Ombaci il 3 aprile 1983, sabato di Pasqua. I funerali si svolsero il giorno dopo e padre Sartori è tuttora sepolto nel cimitero di Ombaci.
Il 25 marzo 1998 fu aperto presso la diocesi di Arua il processo di beatificazione a suo nome, a seguito del quale fu attribuito a Sartori il titolo di servo di Dio.